# نجا مؤتلفة
نجا مؤتلفة (الاسم العلمي:Najas conferta) هي نوع من النباتات تتبع جنس النجا من فصيلة الحب المائية.